# Hans-Dietrich Genscher
Hans-Dietrich Genscher (Reideburg, 21 maart 1927 – Wachtberg-Pech, 31 maart 2016) was een Duits liberaal politicus.

## Achtergrond en opleiding
Genscher werd geboren in Reideburg (tegenwoordig behorend tot de gemeente Saalkreis) nabij Halle. Op jonge leeftijd sloot hij zich aan bij de Hitlerjugend. In 1943 nam hij dienst bij de Luftwaffe, maar in 1944 werd hij overgeplaatst naar de Reichsarbeitsdienst. In datzelfde jaar werd hij lid van de NSDAP. In 1945 werd hij Wehrmacht-militair. Na de oorlog werkte hij korte tijd als arbeider en sloot zich in 1946 aan bij de liberale partij LDPD (Liberaal-Democratische Partij van Duitsland) in de Sovjet-bezettingszone.
Vanaf 1946 studeerde Genscher rechten in Halle, later in Leipzig. In 1952 vluchtte hij naar de Bondsrepubliek Duitsland en vervolgde daar zijn rechtenstudie. Hij deed in 1954 zijn tweede staatsexamen in de rechten in Hamburg.

## Binnenlandse Zaken
Genscher was sinds 1952 lid van de West-Duitse liberale Freie Demokratische Partei (FDP). Hij was fractiemedewerker in Bonn en partijsecretaris, en werd in 1965 in de Bondsdag gekozen. In 1969 werd hij minister van Binnenlandse Zaken onder bondskanselier Willy Brandt (SPD). In die functie, die hij tot 1974 bekleedde, was hij verantwoordelijk voor de maatregelen die tegen de Baader-Meinhoffgroep werden genomen (1972).

## Buitenlandse Zaken
Onder bondskanselier Helmut Schmidt (1974-1982) diende Genscher als minister van Buitenlandse Zaken en vicekanselier. Op 1 oktober 1974 volgde hij Walter Scheel ook op als voorzitter van de FDP. Tijdens een coalitiecrisis in het najaar van 1982 traden de FDP-ministers uit de regering en sloot Genscher een akkoord met oppositieleider Helmut Kohl van de CDU (Christelijk-Democratische Unie). Na een motie van wantrouwen van de CDU en de FDP werd Kohl bondskanselier (1 oktober 1982) en keerde Genscher in het kabinet terug als minister van Buitenlandse Zaken en vicekanselier.
Genscher en bondskanselier Kohl voerden een buitenlandpolitiek gericht op verbetering van de betrekkingen met de Duitse Democratische Republiek, in feite een voortzetting van de Neue Ostpolitik. In 1988 bezocht Genscher Lech Wałęsa en sprak hij zijn steun uit voor de hervormingspolitiek in zowel Polen als Hongarije.

## Rede vanaf het balkon van de Duitse ambassade in Praag

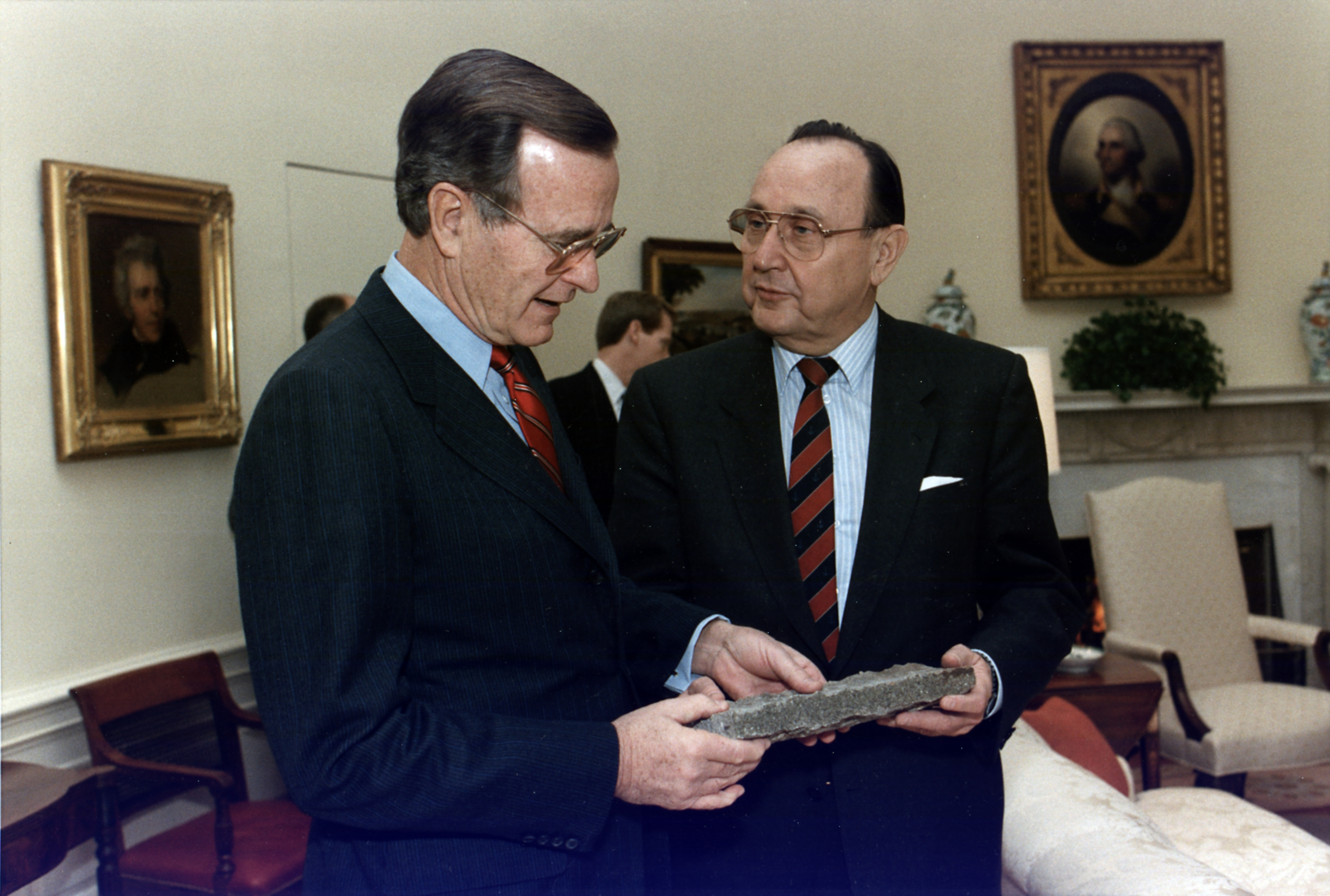
George H.W. Bush en Hans-Dietrich Genscher (1989)

In de zomer van 1989 gingen veel Oost-Duitsers naar Hongarije en Tsjechoslowakije. Veel van hen zochten asiel in de tuin van de West-Duitse ambassade in Praag, de Tsjechoslowaakse hoofdstad. In september werd het zo druk in en rond de West-Duitse ambassade dat Genscher met de Oost-Duitse minister van Buitenlandse Zaken Oskar Fischer overeenkwam dat Oost-Duitsers bij de West-Duitse ambassade naar de Bondsrepubliek mochten vertrekken (de enige eis van de DDR-regering was dat de vluchtelingen over Oost-Duits grondgebied naar de Bondsrepubliek moesten reizen). Op 30 september 1989, tijdens een memorabele toespraak vanaf het balkon van de West-Duitse ambassade in Praag, vertelde Genscher persoonlijk het goede nieuws aan de aldaar verblijvende Oost-Duitsers.
Na de Duitse Hereniging in oktober 1990 was Genscher nog tot 1992 minister van Buitenlandse Zaken en vicekanselier van het verenigde Duitsland. In 1991 speelde hij een sleutelrol tijdens de Duitse erkenning van de soevereiniteit van de ex-Joegoslavische republieken Slovenië en Kroatië. In 1992 werd hij door Klaus Kinkel (eveneens van de FDP) opgevolgd.
Hij overleed op 89-jarige leeftijd aan hartfalen in zijn huis in Wachtberg-Pech.